# The Blank Generation (film 1976)
The Blank Generation (conosciuto anche come Blank Generation: The Birth of Punk) è un film documentario del 1976 sulla scena punk rock newyorchese assemblato da filmati in 16 mm girati da Amos Poe e Ivan Kral, già chitarrista di Iggy Pop, Blondie e Patti Smith.

## Descrizione
Attraverso filmati di repertorio e vari dietro le scene ci vengono mostrate le vite di musicisti punk prima che diventassero delle icone. Il film include immagini di Blondie, Patti Smith, The Ramones, Television, Talking Heads, New York Dolls, The Heartbreakers, The Shirts, e Robert Gordon nel locale CBGB's di New York,
Altre location presenti sono il Max's Kansas City, The Bottom Line, Bowery e Lower East Side.

## Musicisti
Tra i musicisti presenti nel documentario figurano: Joey Ramone, Debbie Harry, Richard Hell, Patti Smith, Johnny Thunders, David Byrne, Tom Verlaine, David Johansen, Wayne County, Tommy Ramone, Lenny Kaye, Dee Dee Ramone, Chris Stein, Fred Smith, Johnny Ramone, Ivan Kral, Robert Gordon, Richard Lloyd, Tina Weymouth, Walter Lure, Jeff Salen, Annie Golden, Jayne County, Chris Frantz, Jimmy Destri, Lizzy Mercier Descloux, Gary Valentine, Clem Burke, Arthur Kane, Syl Sylvain, Jerry Nolan, Jay Dee Daugherty, Richard Sohl, Billy Ficca, Hilly Kristal ed altri.

## Produzione
Inizialmente filmato come sequel di Night Lunch (1975), Poe e Kral ricorsero a filmati muti in 16mm per le scene dei concerti. Alle immagini furono poi sincronizzate delle registrazioni demo e su cassetta di varie band; ne risultò un prodotto simile a un incrocio tra un film sperimentale di Stan Brakhage e un esperimento di cut-up Burroughsiano. La tensione e dissonanza tra immagini e sonoro fu ispirata da Jean-Luc Godard e dal cinema della Nouvelle Vague in generale, con l'intento di alienare lo spettatore e renderlo consapevole di stare guardando un film, quindi un'opera di finzione narrativa.